# 帕特·弗林克
帕特里克·爱德华·弗林克（英語：Patrick Edward Frink，1945年2月18日—2012年5月6日），美国NBA联盟前职业篮球运动员。他在1968年的NBA选秀中第3轮第27顺位被辛辛纳提皇家选中。